# روژه روزیه
روژه روزیه (اسپانیایی: Roger Rosiers‎؛ زادهٔ ۲۶ نوامبر ۱۹۴۶) دوچرخه‌سوار اهل بلژیک است.
از باشگاه‌هایی که در آن رکاب زده‌است می‌توان به تیم دوچرخه‌سواری بیک، مولتنی، و تیم دوچرخه‌سواری پژو اشاره کرد.